# Tomáš Okleštěk
Tomáš Okleštěk (* 21. Februar 1987 in Brünn) ist ein tschechischer Fußballspieler. Der Mittelfeldspieler spielt derzeit beim 1. FC Brünn.

## Vereinskarriere
Tomáš Okleštěk begann mit dem Fußballspielen beim Brünner Verein FC Dosta Bystrc-Kníničky. 1998 zum FC Boby Brno, heute Zbrojovka Brünn. Zur Saison 2006/07 wurde der Mittelfeldspieler in den Erstligakader übernommen. Seine Premiere in der Gambrinus-Liga gab der 1,83 Meter große Okleštěk am 20. August 2006 beim 1:0-Erfolg seiner Mannschaft über Slavia Prag. Im Saisonverlauf folgten weitere 18 Einsätze der Mittelfeldakteurs. Sein erstes Ligator erzielte Okleštěk im Rückspiel gegen Slavia, der 1. FC Brünn verlor jedoch mit 1:2. In der Hindrunde der Saison 2009/10 war Okleštěk an den Zweitligisten FC Zenit Čáslav verliehen, Anfang 2010 kehrte er nach Brünn zurück.

## Nationalmannschaft
Tomáš Okleštěk spielte von 2004 bis 2005 für die tschechischen U17-Auswahl. Von 2005 bis 2006 lief er für die U19-Nationalmannschaft auf. Seit 2006 spielt er für die U20. Er gehört zu deren Kader für die Junioren-Fußballweltmeisterschaft 2007 in Kanada. Im Achtelfinalspiel gegen Japan, das nach regulärer Spielzeit 2:2 endete, verwandelte er im anschließenden Elfmeterschießen den entscheidenden fünften Strafstoß seiner Mannschaft.